# Liste der Stolpersteine in Nackenheim
Die Liste der Stolpersteine in Nackenheim enthält alle Stolpersteine, die im Rahmen des gleichnamigen Kunst-Projekts von Gunter Demnig in Nackenheim verlegt wurden. Mit ihnen soll an die Opfer des Nationalsozialismus erinnert werden, die in Nackenheim lebten und wirkten.
Am 12. Mai 2023 wurden die ersten 12 Stolpersteine in Nackenheim verlegt.

## Liste der Stolpersteine
| Adresse, Lage       | Verlegedatum | Name, Inschrift | Bild | Biografien und Anmerkungen |
| ------------------- | ------------ | --- | ---- | -------------------------- |
| Mainzer Straße 15 · | 12. Mai 2023 | HIER WOHNTE HEINRICH WOLFF JG. 1878 VON SA MISSHANDELT ´SCHUTZHAFT´ 1933 KZ OSTHOFEN DEPORTIERT 1942 TRANSIT - GHETTO PIASKI ERMORDET |      |                            |
| Mainzer Straße 15 · | 12. Mai 2023 | HIER WOHNTE SELMA WOLFF GEB. HECHT JG. 1883 DEPORTIERT 1942 TRANSIT - GHETTO PIASKI ERMORDET                                          |      |                            |
| Mainzer Straße 15 · | 12. Mai 2023 | HIER WOHNTE HERBERT WOLFF JG. 1914 FLUCHT 1938 USA                                                                                    |      |                            |
| Mainzer Straße 15 · | 12. Mai 2023 | HIER WOHNTE HELMUT WOLFF JG. 1915 FLUCHT 1937 USA                                                                                     |      |                            |
| Mainzer Straße 15 · | 12. Mai 2023 | GUSTAV SENDER JG. 1884 UMZUG MAINZ ´SCHUTZHAFT´ 1938 KZ BUCHENWALD DEPORTIERT 1942 TRANSIT - GHETTO PIASKI ERMORDET                   |      |                            |
| Mainzer Straße 15 · | 12. Mai 2023 | ERNA SENDER GEB. METZGER JG. 1915 FLUCHT 1936 BRASILIEN                                                                               |      |                            |
| Mainzer Straße 15 · | 12. Mai 2023 | HIER WOHNTE BETTY SENDER GEB. WOLFF JG. 1885 DEPORTIERT 1942 TRANSIT - GHETTO PIASKI ERMORDET                                         |      |                            |
| Mainzer Straße 15 · | 12. Mai 2023 | JOSEF KOCH JG. 1879 FLUCHT 1934 USA                                                                                                   |      |                            |
| Mainzer Straße 15 · | 12. Mai 2023 | HIER WOHNTE JAKOBINE KOCH GEB. WOLFF JG. 1880 FLUCHT 1934 USA                                                                         |      |                            |
| Mainzer Straße 6 ·  | 12. Mai 2023 | HIER WOHNTE LUDWIG 'LUVI HEUMANN JG. 1891 FLUCHT 1938 USA                                                                             |      |                            |
| Mainzer Straße 6 ·  | 12. Mai 2023 | HIER WOHNTE FRIEDA HEUMANN JG. 1929 FLUCHT 1938 USA                                                                                   |      |                            |
| Mainzer Straße 6 ·  | 12. Mai 2023 | HIER WOHNTE MARIA HEUMANN GEB. FEINER JG. 1891 FLUCHT 1938 USA                                                                        |      |                            |